# Suzi Gardner
Suzanne «Suzi» Gardner (Altus, Oklahoma, 1 de agosto de 1960) es una música estadounidense guitarrista y vocalista de L7, una banda grunge formada por mujeres en 1985. Antes de tocar con L7, Suzi escribió para LA Weekly. Cofundó el grupo junto con Donita Sparks. Además de aparecer en los seis álbumes de L7 de estudio, Gardner también prestó su voz invitada en la canción de Black Flag "Slip It In" en su versión de 1984 del mismo título.
Gardner y L7 formaron una organización a favor del aborto llamado Rock for Choice, que organizó muchos programas de beneficio con bandas populares como Rage Against The Machine y Nirvana.

## Discografía

### Black Flag
- Slip It In 1984

### Circle Jerks
- Oddities, Abnormalities and Curiosities 1995

### L7
- L7 1988
- Smell the Magic 1991
- Bricks Are Heavy 1992
- Hungry for Stink 1994
- The Beauty Process: Triple Platinum 1997
- Slap-Happy 1999